# Id Software
id Software (произнася се „ид софтуер“) е американска компания за разработка на игри с централен офис в Мескит, Тексас. Студиото е основано през 1991 г. от четирима бивши служители на софтуерната къща Softdisk: Джон Кармак, Джон Ромеро, Том Хол и Ейдриан Кармак (няма роднинска връзка с Джон Кармак). За разлика от повечето фирми в индустрията, id Software е изцяло независима компания и притежава пълни права върху всички заглавия, които е разработила.

## История
Четиримата основатели на id Software се запознават и сближават, докато се трудят върху редица дребни игри в офисите на Softdisk, бълващи нови игри всеки месец. През есента на 1990 г. Джон Кармак успява да създаде особено ефективен метод за изобразяване на двуизмерна графика, рендерирана на PC. За да изпробват програмния код на Кармак, той и Том Хол изработват реплика на първото ниво от конзолната игра Super Mario Bros. 3., като за целта използват арт материали на Джон Ромеро, използвани в Dangerous Dave. Демонстрацията впечатлява силно Ромеро, според когото трябва непременно да потърсят Nintendo, за да убедят японската корпорация, че с помощта на въпросната технология игрите им ще достигнат и притежателите на персонални компютри.
Независимо от ентусиазма и добре свършената работа, Nintendo отказва предложението с аргумента, че не проявява интерес към PC пазара. Междувременно един от съоснователите на Apogee Software – Скот Милър, научава за групата млади таланти и не след дълго установява виртуален контакт с Ромер, представяйки се обикновен почитател на работата му. Бидейки не само дизайнер, но и умел програмист, Ромеро бързо разкрива Милър, който от своя страна се защитава с обяснението, че конкуренцията не реагира добре, когато външни хора проявяват интерес към креативния персонал.
Не след дълго Милър предлага на младия екип да разработва „shareware“ (метод за дистрибуция на цели софтуерни продукти, чието пълно съдържание/функционалност е заключено, докато не бъде активирано след разплащане) игри, които неговата компания ще издава.
Ромеро, Хол и Кармак приемат офертата и почти моментално започват работа върху Commander Keen, използвайки тайно служебните компютри на Softdisk. Така на 14 декември 1990 г., с помощта на Apogee, на пазара се появява първият епизод от именитата поредица Commander Keen. Интересът към играта е огромен за тогавашните стандарти и продажбите надминават всички очаквания. Целият шум привлича вниманието на тогавашните им работодатели в Softdisk, които научават за измамата и предлагат на триото да учредят съвместно нова компания. Това обаче предизвиква гнева на други служители, които заплашват с напускане, ако се стигне до създаване на ново студио.
След кратко съдебно дело, на 1 февруари 1991 г. Джон Кармак, Джон Ромеро и Том Хол основават id Software.
Работата върху първите епизоди на Commander Keen кипи с пълна сила. Студиото прегръща предложения от Apogee „shareware“ модел на разпространение, при който първият епизод от играта е напълно безплатен, но останалото съдържание – два епизода, се заплаща. Успехът на поредицата изиграва ключова роля за невероятния бум на „shareware“ продуктите, ето защо мега-хитове от ранга на Wolfenstein, а по-късно и Doom се появяват в магазинната мрежа години по-късно. Нивата, който правят, са едни от най-добрите, които можете да посетите в игрите на id Software.

## Технологията на id
Реакциите след грандиозния успех на игрите кара основателите на id Software да осъзнаят, че най-силното им оръжие е не креативността, а технологията, с която създават своите уникални (за PC платформата по онова време) продукти. Инициативата поема Джон Ромеро и през лятото на 1991, заедно със своите колеги организира двудневен семинар „The id Summer Seminar“, в рамките на който екипът представя своето решение пред група потенциални купувачи, сред които са основателите на Apogee Скот Милър и Джордж Брусард, Кен Рогоуей, Джим Норууд и Тод Реплогъл.
На втория ден от семинара екипът представя импровизацията „Wac-Man“, за да запознае гостите с производствения процес за създаване на игра с технологията на id.
От този момент id Software лицензира двигателите на Keen, Wolfenstein 3D, Shadowcaster, DOOM, Quake (вече id Tech 1), Quake II (id Tech 4), Quake III (id Tech 3), Doom 3 (id Tech 4), а от средата на 2009 и id Tech 5, използван за създаването на предстоящите заглавия Rage и Doom 4.
Най-успешен от всички е двигателят на Quake III – 1999 г. (id Tech 3), използван за създаването на редица хитови заглавия, сред които Return to Castle Wolfenstein, American McGee's Alice, Call of Duty, Heavy Metal: F.A.K.K.², Medal of Honor: Allied Assault, Soldier of Fortune II, Star Trek: Voyager Elite Force, Quake Live и много други. Десет години след премиерата си, id Tech 3 продължава да е сърцето на модерни игри като Modern Warfare 2 (2009), макар и с редица доработки.
За разлика от всички директни конкуренти, id Software и Джон Кармак дават пълен достъп до програмния код на всеки свой енджин, при това само няколко години след излизането на първите игри, направени с него. Най-актуалната технология на id Software с GPL лиценз към момента е id Tech 3, като очакванията са 2009 Кармак да разкрие кога id Tech 4 (Doom 3, Quake 4, Prey) ще стане публично достояние от трибуната на QuakeCon 2009.
Макар технологията да изиграва ключова роля за успеха на компанията, id Software не се самоидентифицира като доставчик на гейм двигатели, а като студио за игри.

## Игрите на id

### Поредици
- Commander Keen
- Wolfenstein
- Doom
- Quake
- Rage